# (10160) Totoro
(10160) Totoro est un astéroïde de la ceinture principale.

## Description
(10160) Totoro est un astéroïde de la ceinture principale. Il fut découvert le 31 décembre 1994 à Ōizumi par Takao Kobayashi. Il présente une orbite caractérisée par un demi-grand axe de 2,40 UA, une excentricité de 0,13 et une inclinaison de 6,9° par rapport à l'écliptique.
L'astéroïde est nommé d'après le personnage Totoro, créé en 1988 par Hayao Miyazaki pour le film Mon voisin Totoro.

## Compléments